# Fissidens plagiothecioides
Fissidens plagiothecioides är en bladmossart som beskrevs av C. Müller 1879. Fissidens plagiothecioides ingår i släktet fickmossor, och familjen Fissidentaceae. Inga underarter finns listade i Catalogue of Life.